# Mikuliszki (rejon święciański)
Mikuliszki – dawna wieś na Litwie, w okręgu wileńskim, w rejonie święciańskim, w gminie Hoduciszki.

## Historia
W czasach zaborów zaścianek rządowy w gminie Huduciszki, w powiecie święciańskim, w guberni wileńskiej Imperium Rosyjskiego. W 1866 miał 36 mieszkańców w 3 domach. W 1905 roku wieś liczyła 37 mieszkańców, 78 dziesięcin.
W dwudziestoleciu międzywojennym wieś leżała w Polsce, w województwie wileńskim, w powiecie święciańskim, w gminie Hoduciszki.
W 1931 w 9 domach zamieszkiwały 44 osoby.
Od 1945 roku w Litewskiej Socjalistycznej Republice Radzieckiej.
Wieś została zlikwidowana w 1975 roku.